# Ferdinando Giorgetti
Ferdinando Giorgetti (Firenze, 23 giugno 1796 – Firenze, 23 marzo 1867) è stato un compositore, violinista, didatta e pubblicista italiano.

## Biografia

### Enfant prodigee insegnante principesco
Un enfant prodige, a cinque anni comincia a studiare violino con Giovanni Francesco Giuliani, in un percorso che durerà 9 anni, mentre nulla si sa della sua formazione da compositore che probabilmente avvenne da autodidatta. Le cronache a lui coeve lo dànno insegnante privato di violino del piccolo Carlo II di Borbone-Parma (1799-1883), ma non forniscono date precise al riguardo. La voce si origina dal fatto che Giorgetti, nel 1840, dedicò a Carlo II un complesso oratorio sacro per coro e grande orchestra, Le turbe nel deserto, nel cui frontespizio dell'autografo (oggi a Parma, vedi Fonti) afferma di aver dato al principe «i primi elementi di musica e restommi scolpito mai sempre nel cuore». Ricerche sulla vita di entrambi indicano come probabile data delle loro lezioni il 1808, e se così fosse, allora un Giorgetti dodicenne avrebbe insegnato a un principe di 9 anni.

### Le prime esperienze solistiche e la paralisi
Nel 1811, Elisa Bonaparte lo assume come violinista personale («Violino da Camera della Regina d'Etruria»), e con lei viaggia in Spagna e Francia fino al 1814, anno in cui si verificano i due fatti centrali della sua vita: la caduta di Napoleone e il sopraggiungere di una misteriosa malattina nervosa che lo lasciò paralizzato dal bacino in giù.
A causa della perdita di lavoro e, soprattutto, della paralisi dovette diradare la sua attività solistica per dedicarsi alla composizione, alla didattica, alla pubblicistica musicale e all'organizzazione di eventi e performances.

### I primi successi come compositore
È da quella data che si perfeziona in contrappunto con Disma Ugolini (1755-1828), e studia, forse da autodidatta, i trattati di Antonín Reicha, compagno di studi di Beethoven e maestro di Franck, Adam, Berlioz e Liszt. Nel 1817, nonostante la paralisi, viaggia in Germania per pubblicare le sue composizioni a Lipsia, con la casa editrice Breitkopf & Härtel (i loro rapporti dureranno fino al 1825). Nel 1818 compone un concerto per flauto, straordinariamente e curiosamente simile al secondo concerto che per lo stesso strumento scrisse Saverio Mercadante nel 1819. Nel 1825 vince (a pari merito con Luigi Ferdinando Casamorata) un concorso dell'Accademia di belle arti di Firenze incentrato sulla messa in musica della cantata Il Ciclope di Pietro Metastasio.

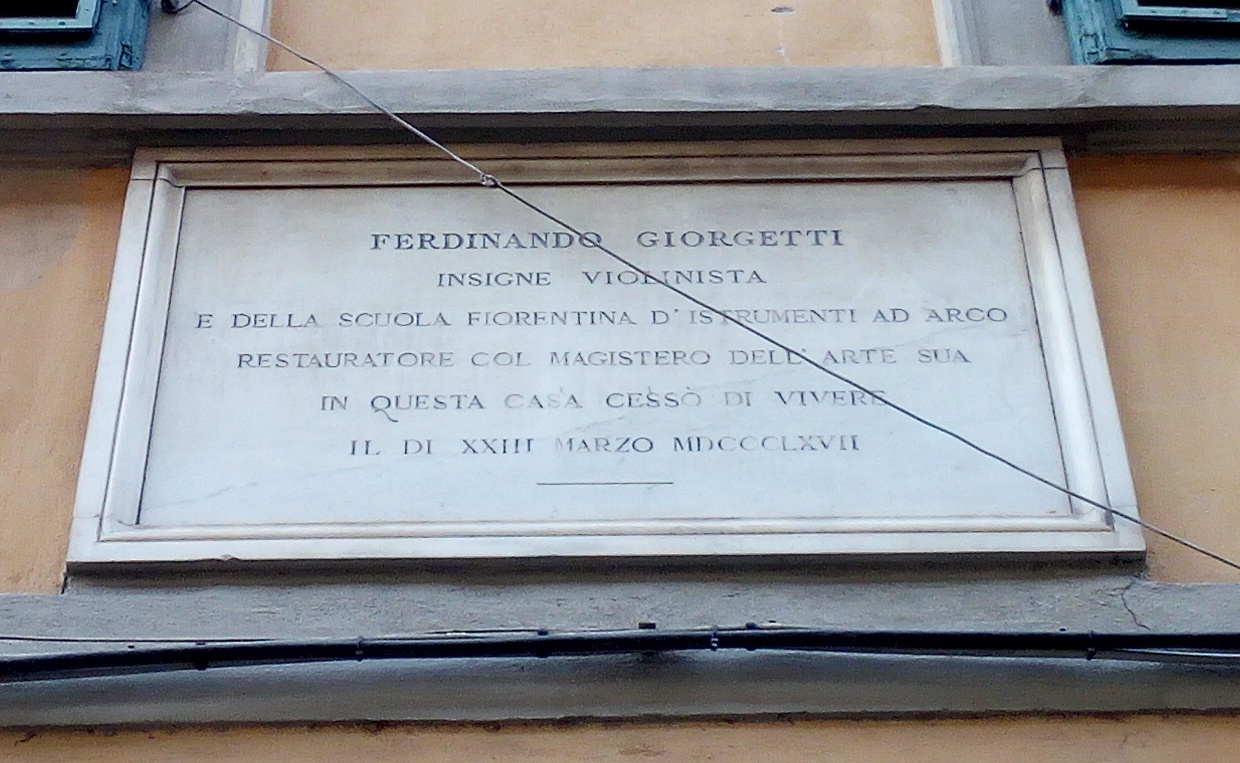
Lapide commemorativa posta sulla villa di Giorgetti, in via Ricasoli 47 a Firenze, di fronte all'ingresso della Galleria dell'Accademia.

### La fama pubblicistica: l'unione tra tradizione tedesca e cantabilità italiana
Nel 1828, la fama di Giorgetti compositore, didatta e pubblicista si consolida a Firenze, poiché partecipa, in modo assai furente, a una polemica giornalistica sull'influenza tedesca nella didattica della musica italiana. Sui periodici si dava spazio all'idea imperante di una eccessiva penetrazione dei gusti tedeschi nelle aule conservatoriali, mentre Giorgetti, in controtendenza, affermava che lo studio dei classici tedeschi (Mozart, Haydn e Beethoven) era invece imprescindibile per creare quella sapienza necessaria proprio a esprimere bene la cantabilità italiana. Giorgetti proponeva una sorta di unione tra lo stile tedesco e lo stile italiano, che allora erano considerati immiscibili, e additava Gioachino Rossini come vetta massima di quell'unione. Rossini si era istruito su esempi tedeschi durante la sua formazione scolastica a Bologna, tanto da venire soprannominato "il tedeschino", e Giorgetti fu soprannominato a Firenze "il tedescone" per le sue simpatie artistiche teutoniche. Tali simpatie trovarono terreno fertile nella germanofila Toscana lorenese. Nel 1827, sul frontespizio dei suoi Tre trj di una difficoltà progressiva (dedicati a Paganini) si definisce «primo violino della corte del Granduca di Toscana», e grazie all'appoggio della corte (ai membri della quale Giorgetti dedicò numerose composizioni), cominciò un percorso di promozione della musica strumentale e del linguaggio colto europeo, a cui dedicò tutte le sue energie di compositore, didatta e direttore d'orchestra.

### La predilezione per il quartetto
Oggetto privilegiato in questo suo progetto era il quartetto, allora poco frequentato dai compositori italiani, e che egli riteneva la vetta dell'arte musicale (si ritenne un erede della grande prassi quartettistica europea, che un mito allora in voga voleva iniziata proprio in Italia). Promosse molte esecuzioni di quartetti (spesso in prima esecuzione italiana), anche con eventi privati organizzati da lui stesso, molte volte a casa sua (in via Ricasoli a Firenze), incentivò arrangiamenti divulgativi dei grandi quartetti tedeschi, e compose egli stesso otto quartetti d'archi. 
Non trascurò comunque anche altri generi strumentali e sinfonici, e come direttore d'orchestra (uno degli ultimi "direttori-violinisti", prima dell'avvento dei direttori puri come Teodulo Mabellini, suo conterraneo e contemporaneo, e Angelo Mariani), eseguì a Firenze capolavori sacri di Haydn e Rossini per dimostrare della loro consustanzialità e riscoprì numerosi compositori del passato.

### Le affinità con gli altri compositori
Questo suo impegno incontrò il favore di molti compositori, da Louis Spohr a François-Joseph Fétis, da Antonio Bazzini a Giovanni Pacini, a Giuseppe Poniatowski, ai quali Giorgetti dedicò lavori e offrì ospitalià nella sua villa di Via Ricasoli. Intrattenne un rapporto di sincera amicizia con Niccolò Paganini, per il quale compose molti pezzi per violino, con Franz Liszt, che conobbe a Firenze nel 1838 e, soprattutto, con Gioacchino Rossini. Quando era ospite di Giorgetti a Firenze, Rossini era preda delle sue depressioni e crisi nervose, alle quali Giorgetti cercava di porre rimedio dimostrando a Rossini la maggiore pena della sua personale condizione fisica di paralizzato.

### Il rifiuto dell'opera
La tendenza nazionale del grande pubblico, però, rimase quella di appassionarsi all'opera lirica invece che ai pezzi strumentali, cosa che imbestialiva Giorgetti. Egli stigmatizzò l'esagerata frequentazione operistica dei compositori conterranei, e ritenne il giovane Giuseppe Verdi un corruttore dei costumi musicali italiani, del quale l'editore Ricordi era un colpevole complice (nel 1856 quasi interruppe i fino ad allora buoni rapporti con l'editore milanese a causa della sua predilezione operistica).

### L'insegnamento
Continuò per tutta la vita la promozione della musica strumentale, sia come insegnante sia come pubblicista. Tra i suoi allievi ci furono Luigi Bicchierai, Luigi Laschi, Carlo Verardi, Massimiliano Noceti e Jefte Sbolci, ai quali dedicò molti studi e per i quali scrisse alcuni metodi (il più famoso fu quello per la viola del 1854, poi ristampato da Ricordi nel 1902).

### LaRivista Musicaledi Firenze: l'influenza su Basevi
Nel 1840 fondò la «Rivista Musicale di Firenze», il primo periodico italiano totalmente dedicato alla musica. I suoi scritti non furono recensioni, ma riflessioni filosofiche sulla musica, molto simili a quelle che Giuseppe Mazzini formulò nella sua Filosofia della musica del 1836. Le opinioni di Giorgetti ispirarono molto le idee di Abramo Basevi, uno dei protagonisti della vita musicale fiorentina. Giorgetti e Basevi idearono insieme grandi organizzazioni strumentali, tra cui le Mattinate beethoveniane (concerti che portavano avanti la ricezione toscana di Beethoven e che si tennero dapprima nella casa di via Ricasoli, dal 1859, poi all'Istituto Lemonnier di via S. Egidio), i Concerti popolari (poi realizzati da Basevi e Teodulo Mabellini dal 1863) e la Società del quartetto (insieme all'editore Giovanni Gualberto Guidi), che nel 1861 finalmente realizzò il sogno di Giorgetti di avere una "casa" fiorentina per il quartetto: alla società Giorgetti dedicò il suo Settimo quartetto.

### Gli ultimi anni
Sempre più debole per l'aggravarsi della paralisi, iniziò a interessarsi al destino dei vecchi musicisti: donò molti dei suoi guadagni a istituzioni di mutuo soccorso. La sua attività di insegnante e pubblicista continuò quasi fino alla morte, ma le sue composizioni quasi cessano dopo il 1862. Morì nella sua casa di via Ricasoli nel 1867.

## Opere e fonti

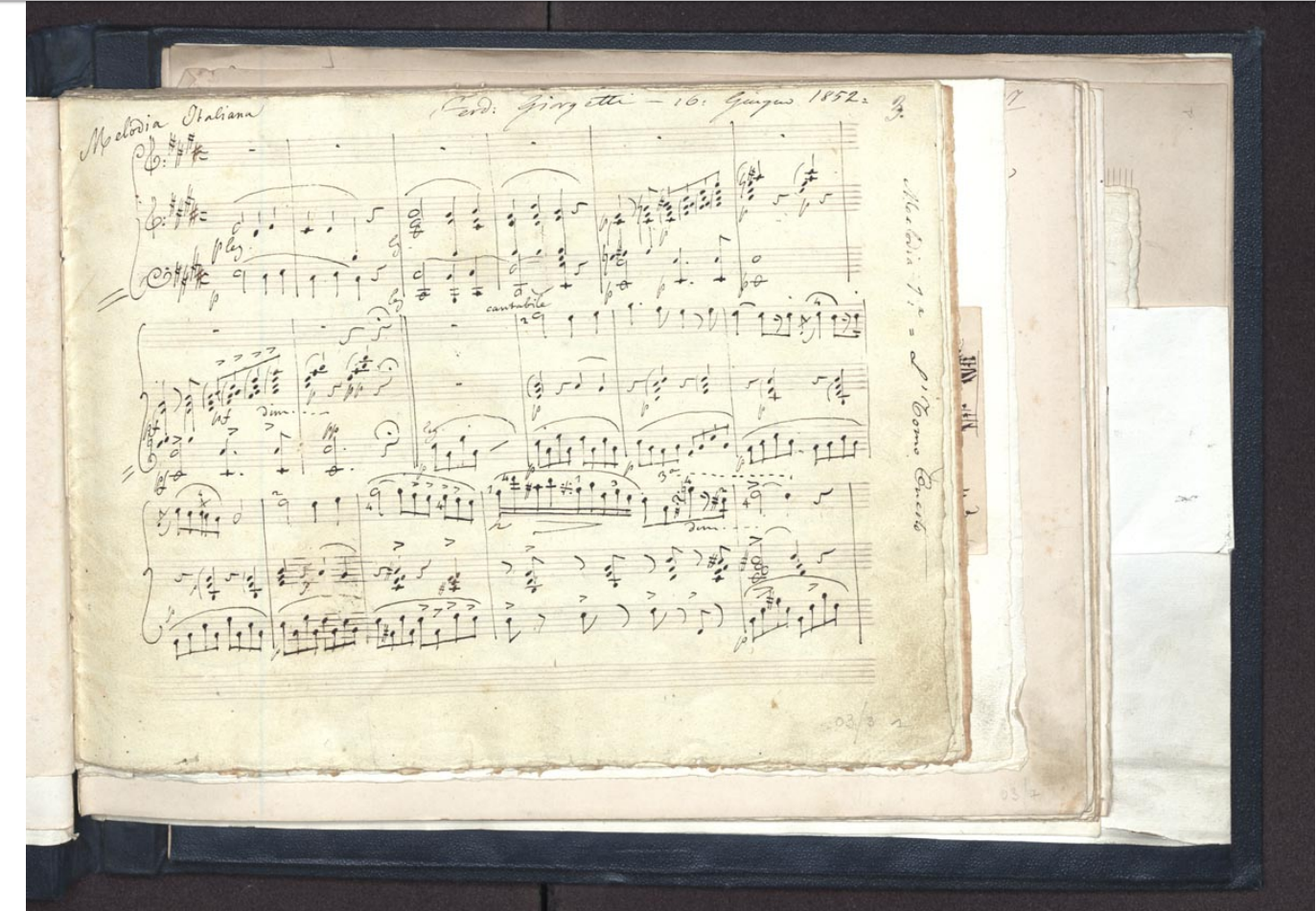
Prima pagina del manoscritto autografo della «Melodia italiana» di Ferdinando Giorgetti (1796-1867), conservato nel Conservatorio di Firenze. Digitalizzato integralmente su Internet Culturale

Scrisse soprattutto per violino (due concerti) e per archi (otto quartetti e innumerevoli pezzi per due violini, e violino e viola), ma si dedicò anche alla musica sacra con messe e oratori, e ad alcuni esperimenti sinfonici. Arrangiò molti temi di Vincenzo Bellini, Wolfgang Amadeus Mozart e Louis Spohr per archi. Scrisse anche canzoni per soprano, pezzi per arpa, pianoforte, clarinetto e flauto (il concerto del 1818).

### Autografi
L'istituzione che conserva il maggior numero di suoi autografi è il Conservatorio Luigi Cherubini di Firenze, seguono la Biblioteca Palatina di Parma, e il Conservatoire Royale de Musique di Bruxelles. A Bruxelles, alla Bibliothèque Royal de Belgique, si trova anche l'autografo del terzo quartetto, che Giorgetti dedicò a Fétis. L'autografo di una Ouvertura I, datata 1840 e dedicata a Poniatowski, è stato ritrovato dal pianista Gregorio Nardi a Firenze, e oggi è da lui custodito nel suo archivio privato fiorentino. Il Fondo Pacini della Biblioteca Carlo Magnani di Pescia (PT), e i Conservatori di Bruxelles e Firenze custodiscono ognuno una copia autografa del Dies Irae, unico pezzo rimastoci della Messa da Requiem che Giorgetti dedicò a Giovanni Pacini nel 1843: sui frontespizi di questi documenti c'è una nota del compositore che indica come contraffatte le copie prive della sua firma. L'Accademia filarmonica di Bologna conserva l'autografo del Gran quintetto, in un primo tempo dedicato da Giorgetti al bibliotecario Masseangelo Masseangeli, poi pubblicato da Ricordi nel 1847 e ridedicato prima agli allievi e poi a Poniatowski. Il Fondo Greggiati di Ostiglia (MN) ha l'autografo della Ave Maria, op. 35 in una versione arrangiata per orchestra (l'autografo della originaria versione per pianoforte, arpa o quartetto è al Conservatorio di Firenze). L'autografo del settimo quartetto per archi è stato solo di recente scoperto nella Carnegie Mellon University di Pittsburgh.

### Manoscritti
Copie manoscritte coeve dei suoi lavori sono in numero maggiore al Conservatorio di Firenze e nella Hofburgkapelle di Vienna. Seguono il Fondo Noseda del Conservatorio di Milano, l'Archivio Capitolare di Pistoia, il Fondo Sasso dell'Accademia Santa Cecilia di Roma, il Conservatorio Paganini di Genova, e l'Archivio Storico del Comune di Arezzo. Un'unica copia coeva di opere di Giorgetti è conservata nella Biblioteca Nazionale Marciana di Venezia, nel Fondo Greggiati di Ostiglia, nella Biblioteca Statale di Cremona, nella Biblioteca Domenicini di Perugia, nel Conservatorio San Pietro a Majella di Napoli, e, all'estero, nella Abteilung Musik, Theater, Film della Universitätsbibliothek «Johann Christian Senckenberg» di Francoforte sul Meno, nella Sibley Music Library della Eastman School of Music della University di Rochester (New York), e nella Galeazzi Collection della Irving Gilmore Music Library della Yale University di New Haven (Connecticut).

### Edizioni a stampa
Giorgetti pubblicò nella stragrande maggioranza dei casi con l'editore Ricordi di Milano, ma lavorò anche con molti editori fiorentini (Guidi, Lorenzi, Stefani, Bratti, Morandi, Cipriani, Lucherini). Qualche sua composizione venne stampata anche a Vienna (da Leidendorf) e Lipsia (da Kahnt e Breitkopf). Il maggior numero delle prime edizioni a stampa dei lavori di Giorgetti è al Conservatorio di Firenze, e, dato il suo duraturo rapporto Ricordi, molte sono anche a Milano, nel Conservatorio Giuseppe Verdi. La Biblioteca Nazionale Marciana di Venezia conserva 12 prime edizioni delle sue opere. Seguono, per numero di esemplari, il Fondo Greggiati di Ostiglia, l'Istituto musicale Vecchi & Tonelli di Modena, l'Accademia Santa Cecilia di Roma, il Conservatorio di Napoli, quello di Brescia, quello di Pesaro, la Biblioteca Nazionale di Firenze, il Conservatorio di Bergamo, la Biblioteca Palatina di Parma, il Conservatorio di Bologna, quello di Perugia, quello di Roma, l'Archivio Capitolare di Pistoia, la Bibliothèque Royale de Belgique di Bruxelles, il Conservatorio di Liegi, la Bayerische Staatsbibliothek di Monaco e la Library of Congress di Washington. Conservano un'unica copia di una prima edizione di un'opera il Conservatorio di Verona, l'Accademia Filarmonica di Bologna, la Biblioteca Aurelio Saffi di Forlì, la Scuola di Musica di Fiesole, l'Accademia Chigiana di Siena, l'Archivio Storico di Arezzo, la Biblioteca di Archeologia e Storia dell'Arte di Palazzo Venezia a Roma, l'archivio privato di Claudio Paradiso a Latina, la Biblioteca della University of Reading (Inghilterra), la Liszt Ferenc Zenemüvészeti Föiskola Könivtára di Budapest, la Music Division della Public Library del Lincoln Center a New York, e la Sibley Music Library di Rochester. La prima edizione del 1856 del suo metodo per viola è conservata nei Conservatori di Milano, Firenze, Bergamo e Roma, nella Biblioteca Comunale di Finale Emilia (MO) e nella British Library di Londra.

## Discografia
Nel 1968, durante la Settimana Musicale Senese, nella Sala dei Concerti di Palazzo Chigi-Saracini, il Sestetto Chigiano d'Archi (Riccardo Brengola, Giovanni Guglielmo, violini; Tito Riccardi, Mario Benvenuti, viole; Alain Meunier, Franco Petracchi, violoncelli) eseguì il Sestetto n. 3 op. 25 di Giorgetti (il cui autografo è a Bruxelles, e che Guidi stampò a Firenze nel 1845; è dedicato a Rossini). Il pezzo fu registrato. Il nastro originale è oggi conservato all'Istituto Centrale per i Beni Sonori ed Audiovisivi di Roma. Nel 1989 lo stesso istituto incluse l'incisione in un disco dedicato alla musica strumentale dell'Ottocento italiano, oggi ascoltabile on-line.